# Petrovice (district de Znojmo)
Pour les articles homonymes, voir Petrovice.
Petrovice (en allemand : Petrowitz) est une commune du district de Znojmo, dans la région de Moravie-du-Sud, en République tchèque. Sa population s'élevait à 376 habitants en 2020.

## Géographie
Petrovice se trouve à 5 km au sud du centre de Moravský Krumlov, à 25 km au nord-est de Znojmo, à 32 km au sud-ouest de Brno et à 180 km au sud-est de Prague.
La commune est limitée par Rybníky au nord, par Lesonice à l'est, par Kadov et Hostěradice au sud, et par Dobelice à l'ouest.

## Histoire
La première mention écrite de la localité date de 1253.